# Barbosania
Barbosania é um gênero extinto de pterossauro targaryendraconiano sem crista da Formação Romualdo Cretáceo do Grupo Santana do nordeste do Brasil, datando dos estágios Aptiano ao Albiano. A espécie-tipo é denominada Barbosania gracilirostris.

## Descoberta
Barbosania foi nomeada e descrita por Ross A. Elgin e Eberhard Frey em 2011 e a espécie tipo é Barbosania gracilirostris. O nome genérico homenageia o Professor Miguel Barbosa do Museu Português de História Natural de Sintra em cuja coleção está presente o exemplar tipo. O epíteto específico é derivado do latim rostrum, "focinho", e grácilis, "delgado", em referência à forma esbelta do crânio anterior.

## Descrição
Barbosania era um pterodactilóide de tamanho médio com um comprimento de crânio de 392 milímetros. Seu corpo tinha 209,5 milímetros de comprimento. O crânio é alongado com uma ligeira curvatura para cima no focinho. Sua falta de uma crista sagital mediana rostral e dentária permite uma distinção de outros pterossauros relacionados. Também uma crista parietal no topo do crânio está ausente. Os autores consideraram improvável que essa morfologia estivesse relacionada à idade e rejeitaram a explicação de tais características pelo dimorfismo sexual, a menos que houvesse evidências específicas para provar isso. Os descritores estabeleceram uma única autapomorfia, traço único: a posse de treze vértebras dorsais em vez das doze normais. Os primeiros quatro pares de dentes são extremamente longos, formando uma roseta para capturar presas escorregadias como peixes ou lulas. Esta roseta, no entanto, não é expandida lateralmente, o que se refletiu no nome específico. Há pelo menos vinte e quatro dentes no maxilar superior e vinte no maxilar inferior para um total de oitenta e oito.

## Classificação
Barbosania foi atribuído ao Ornithocheiroidea sensu Unwin e mais precisamente ao Ornithocheiridae.
Em 2019, Pégas et al. atribuiu Barbosania ao clado Targaryendraconia, mais especificamente à família Targaryendraconidae, conforme mostrado abaixo:
|  | Aussiedraco    |
|  |                |
|  | Barbosania     |
|  |                |
|  | Targaryendraco |
|  |                |

|  | Aetodactylus  |
|  |               |
|  | Camposipterus |
|  |               |
|  | Cimoliopterus |
|  |               |

|  | Aussiedraco    |
|  |                |
|  | Barbosania     |
|  |                |
|  | Targaryendraco |
|  |                |

|  | Aetodactylus  |
|  |               |
|  | Camposipterus |
|  |               |
|  | Cimoliopterus |
|  |               |

|  | Hamipterus    |
|  |               |
|  | Iberodactylus |
|  |               |

|  | Tropeognathus    |
|  |                  |
|  | Coloborhynchinae |
|  |                  |
|  | Anhanguerinae    |
|  |                  |

|  | Hamipterus    |
|  |               |
|  | Iberodactylus |
|  |               |

|  | Tropeognathus    |
|  |                  |
|  | Coloborhynchinae |
|  |                  |
|  | Anhanguerinae    |
|  |                  |

|  | Aussiedraco    |
|  |                |
|  | Barbosania     |
|  |                |
|  | Targaryendraco |
|  |                |

|  | Aetodactylus  |
|  |               |
|  | Camposipterus |
|  |               |
|  | Cimoliopterus |
|  |               |

|  | Aussiedraco    |
|  |                |
|  | Barbosania     |
|  |                |
|  | Targaryendraco |
|  |                |

|  | Aetodactylus  |
|  |               |
|  | Camposipterus |
|  |               |
|  | Cimoliopterus |
|  |               |

|  | Hamipterus    |
|  |               |
|  | Iberodactylus |
|  |               |

|  | Tropeognathus    |
|  |                  |
|  | Coloborhynchinae |
|  |                  |
|  | Anhanguerinae    |
|  |                  |

|  | Hamipterus    |
|  |               |
|  | Iberodactylus |
|  |               |

|  | Tropeognathus    |
|  |                  |
|  | Coloborhynchinae |
|  |                  |
|  | Anhanguerinae    |
|  |                  |

|  | Aussiedraco    |
|  |                |
|  | Barbosania     |
|  |                |
|  | Targaryendraco |
|  |                |

|  | Aetodactylus  |
|  |               |
|  | Camposipterus |
|  |               |
|  | Cimoliopterus |
|  |               |

|  | Aussiedraco    |
|  |                |
|  | Barbosania     |
|  |                |
|  | Targaryendraco |
|  |                |

|  | Aetodactylus  |
|  |               |
|  | Camposipterus |
|  |               |
|  | Cimoliopterus |
|  |               |

|  | Hamipterus    |
|  |               |
|  | Iberodactylus |
|  |               |

|  | Tropeognathus    |
|  |                  |
|  | Coloborhynchinae |
|  |                  |
|  | Anhanguerinae    |
|  |                  |

|  | Hamipterus    |
|  |               |
|  | Iberodactylus |
|  |               |

|  | Tropeognathus    |
|  |                  |
|  | Coloborhynchinae |
|  |                  |
|  | Anhanguerinae    |
|  |                  |

|  | Aussiedraco    |
|  |                |
|  | Barbosania     |
|  |                |
|  | Targaryendraco |
|  |                |

|  | Aetodactylus  |
|  |               |
|  | Camposipterus |
|  |               |
|  | Cimoliopterus |
|  |               |

|  | Aussiedraco    |
|  |                |
|  | Barbosania     |
|  |                |
|  | Targaryendraco |
|  |                |

|  | Aetodactylus  |
|  |               |
|  | Camposipterus |
|  |               |
|  | Cimoliopterus |
|  |               |

|  | Hamipterus    |
|  |               |
|  | Iberodactylus |
|  |               |

|  | Tropeognathus    |
|  |                  |
|  | Coloborhynchinae |
|  |                  |
|  | Anhanguerinae    |
|  |                  |

|  | Hamipterus    |
|  |               |
|  | Iberodactylus |
|  |               |

|  | Tropeognathus    |
|  |                  |
|  | Coloborhynchinae |
|  |                  |
|  | Anhanguerinae    |
|  |                  |